# Leptomys ernstmayri

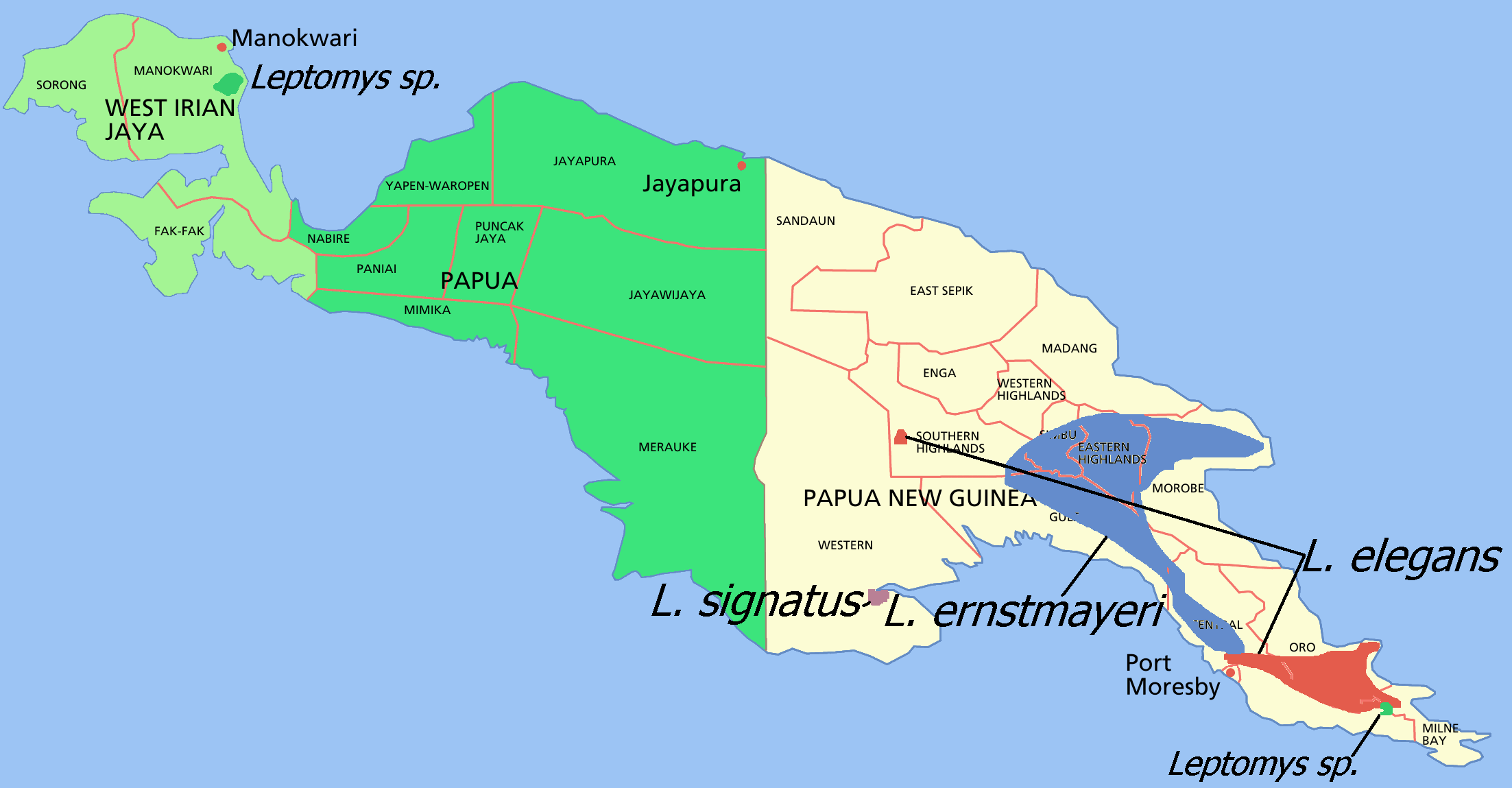
Verspreidingsgebied van de Leptomys. Leptomys ernstmayri is weergegeven in blauw.

Leptomys ernstmayri is een knaagdier uit het geslacht Leptomys dat voorkomt op Nieuw-Guinea. Deze soort komt voor in de bergen van zuidoostelijk Papoea-Nieuw-Guinea, vanaf zo'n 1000 m hoogte. Populaties op Mount Dayman in het uiterste oosten en de Vogelkop in het uiterste westen van Nieuw-Guinea zijn eerder ook tot L. ernstmayri gerekend, maar zijn in feite aparte, onbeschreven soorten. In sommige gebieden is deze soort vrij algemeen. In het Agaun-gebied in Milne Bay Province wordt dit dier "kanin" genoemd.
L. ernstmayri is een middelgrote, bruine rat met een zeer dikke, zachte vacht, lange, smalle achtervoeten en een lange witte staartpunt. Deze soort heeft een langere staart dan de andere soorten van zijn geslacht, mist de witte voorhoofdvlek van de Flywaterrat (L. signatus) en de vacht is bruiner dan bij de grootpootwaterrat (L. elegans). De kop-romplengte bedraagt 111 tot 132 mm, de staartlengte 141 tot 157 mm, de achtervoetlengte 32,6 tot 36,3 mm, de oorlengte 20,2 tot 21,7 mm en het gewicht 38 tot 52 gram. Vrouwtjes hebben 0+2=4 mammae.
Grootpootwaterrat (Leptomys elegans) · Leptomys ernstmayri · Flywaterrat (Leptomys signatus)